# Zvonița durerii
Zvonița durerii este un film românesc din 1991 regizat de Ion Truică.